# Danh sách nhà ga đường sắt đô thị tại Hà Nội

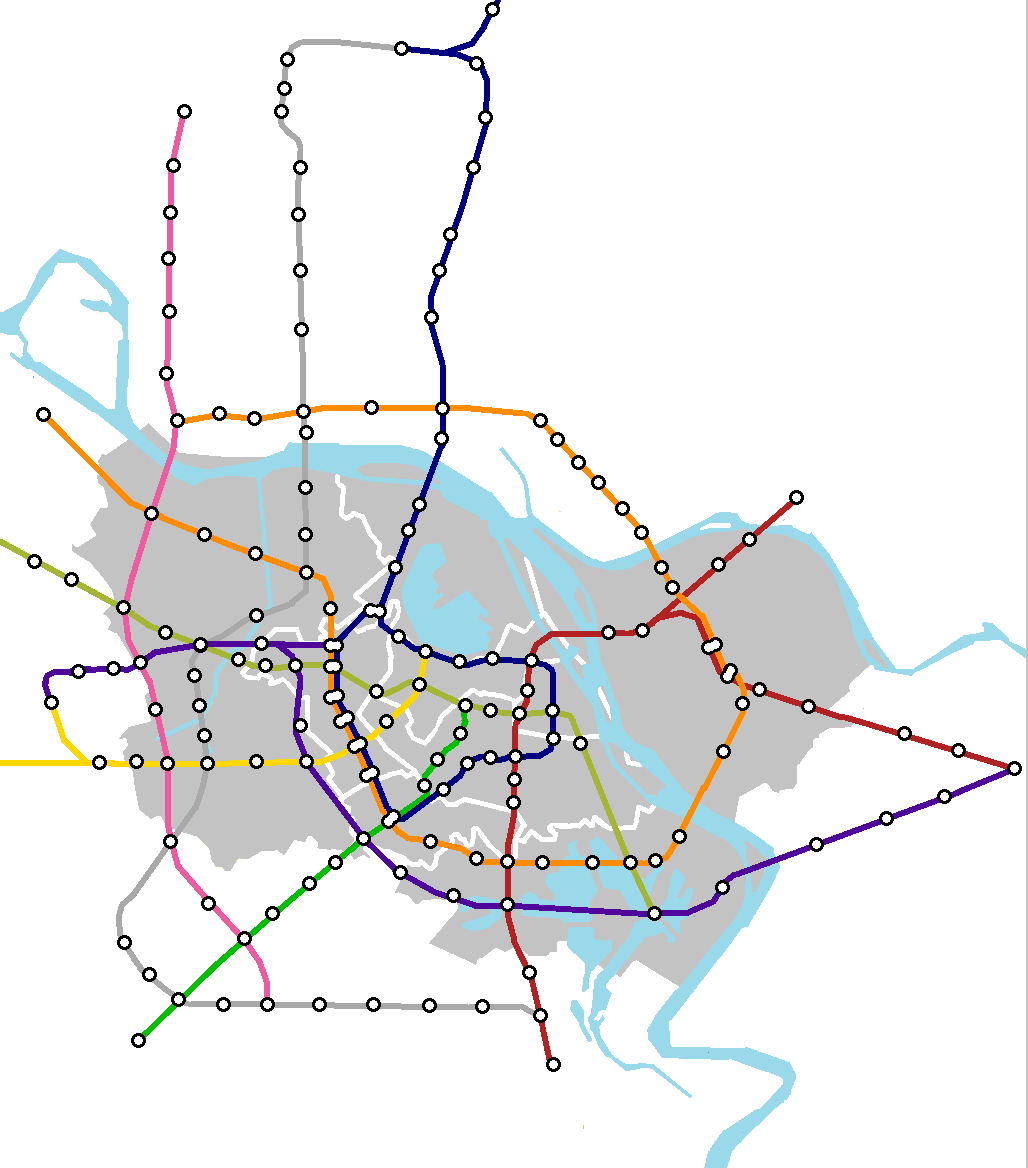
Mạng lưới đường sắt đô thị Hà Nội.

Danh sách các nhà ga đường sắt đô thị tại Hà Nội liệt kê các nhà ga trên hệ thống đường sắt đô thị Hà Nội, bao gồm các tuyến phục vụ nhà ga, vị trí nhà ga, ngày mở cửa và đặc điểm thiết kế (ngầm, mặt đất hoặc trên cao). 

## Tổng quan
Hiện nay có tổng cộng 20 nhà ga đang mở cửa trên hệ thống đường sẳt đô thị Hà Nội. Ngoài ra còn hàng trăm nhà ga khác đã được lên kế hoạch xây dựng nhưng chưa có tên chính thức. Phần lớn các nhà ga đều năm trên địa bàn thành phố Hà Nội. 

## Các nhà ga
| Nhà ga                               | Tuyến      | Ký hiệu ga       | Vị trí           | Đặc Điểm           | Mở cửa        |
| ------------------------------------ | ---------- | ---------------- | ---------------- | ------------------ | ------------- |
| An Khánh 1                           | T5 T7      |                  | Huyện Hoài Đức   | Mặt đất Ngầm       | -             |
| An Khánh 2                           | T5         |                  | Huyện Hoài Đức   | Mặt đất            | -             |
| Bách Khoa                            | T2         |                  | Hai Bà Trưng     | Ngầm               | -             |
| Bách Thảo                            | T2         |                  | Ba Đình          | Ngầm               | 2029          |
| Bạch Mai                             | T1         |                  | Đống Đa          | Trên cao           | -             |
| Bưởi                                 | T2         |                  | Cầu Giấy         | Ngầm               | 2029          |
| Cát Linh                             | T2A T3 T10 | T2A-C01 T3-S10 - | Đống Đa          | Trên cao Ngầm Ngầm | 6.11.2021 - - |
| Cầu Dền                              | T2         |                  | Hai Bà Trưng     | Ngầm               | -             |
| Cầu Diễn                             | T3         | T3-S04           | Nam Từ Liêm      | Trên cao           | 8.8.2024      |
| Cầu Đuống                            | T1         |                  | Long Biên        | Trên cao           | -             |
| Cầu Giấy                             | T3         | T3-S08           | Ba Đình          | Trên cao           | 8.8.2024      |
| Chùa Bộc                             | T2         |                  | Đống Đa          | Ngầm               | -             |
| Chùa Hà                              | T3 T4      | T3-S07 -         | Cầu Giấy         | Trên cao Ngầm      | 8.8.2024 -    |
| Công viên Thống Nhất                 | T1         |                  | Đống Đa          | Trên cao           | -             |
| Đại học Quốc gia                     | T3 T8      | T2-S06 -         | Cầu Giấy         | Trên cao Ngầm      | 8.8.2024 -    |
| Đồng Bãi                             | T5         |                  | Huyện Thạch Thất | Mặt đất            | -             |
| Đồng Bụt                             | T5         |                  | Huyện Quốc Oai   | Mặt đất            | -             |
| Đồng Trúc                            | T5         |                  | Huyện Thạch Thất | Mặt đất            | -             |
| Đức Giang                            | T1         |                  | Long Biên        | Trên cao           | -             |
| Gia Lâm                              | T1         |                  | Long Biên        | Trên cao           | -             |
| Giáp Bát                             | T1         |                  | Hoàng Mai        | Trên cao           | -             |
| Hà Đông                              | T2A        | T2A-C09          | Hà Đông          | Trên cao           | 6.11.2021     |
| Hà Nội                               | T1 T3      | - T3-S12         | Đống Đa          | Trên cao Ngầm      | -             |
| Hàng Bài (kết nối với Trần Hưng Đạo) | T3         |                  | Hoàn Kiếm        | Ngầm               | -             |
| Hàng Đậu (kết nối với Long Biên Nam) | T2         |                  | Ba Đình          | Ngầm               | 2029          |
| Hoàn Kiếm                            | T2         |                  | Hoàn Kiếm        | Ngầm               | 2029          |
| Hoàng Đạo Thúy                       | T2 T4 T5   |                  | Cầu Giấy         | Ngầm               | -             |
| Hoàng Liệt                           | T1         |                  | Hoàng Mai        | Trên cao           | -             |
| Hồ Tây                               | T2         |                  | Ba Đình          | Ngầm               | 2029          |
| Kim Liên                             | T2         |                  | Đống Đa          | Ngầm               | -             |
| Kim Mã                               | T3 T5      | T3-S09 -         | Ba Đình          | Ngầm               | -             |
| Kim Ngưu                             | T3         |                  | Hai Bà Trưng     | Ngầm               | -             |
| La Khê                               | T2A T7     | T2A-C10 -        | Hà Đông          | Trên cao           | 6.11.2021     |
| La Thành                             | T2A        | T2A-C02          | Đống Đa          | Trên cao           | 6.11.2021     |
| Láng                                 | T2A        | T2A-C04          | Đống Đa          | Trên cao           | 6.11.2021     |
| Lê Đức Thọ                           | T3         | T3-S05           | Cầu Giấy         | Trên cao           | 8.8.2024      |
| Lê Đức Thọ                           | T5         |                  | Nam Từ Liêm      | Mặt đất            | -             |
| Long Biên Bắc                        | T1         |                  | Long Biên        | Trên cao           | -             |
| Long Biên Nam (kết nối với Hàng Đậu) | T1         |                  | Ba Đình          | Trên cao           | -             |
| Mai Đình                             | T2         |                  | Huyện Sóc Sơn    | Trên cao           | -             |
| Mai Động                             | T3         |                  | Hoàng Mai        | Ngầm               | -             |
| Mễ Trì                               | T5         |                  | Nam Từ Liêm      | Mặt đất            | -             |
| Minh Khai                            | T3         | T3-S02           | Bắc Từ Liêm      | Trên cao           | 8.8.2024      |
| Nam Thăng Long                       | T2         |                  | Bắc Từ Liêm      | Trên cao           | 2029          |
| Ngã Tư Sở                            | T2         |                  | Đống Đa          | Ngầm               | -             |
| Ngoại Giao Đoàn                      | T2         |                  | Bắc Từ Liêm      | Trên cao           | 2029          |
| Ngọc Hồi                             | T1 T6 T1A  |                  | Huyện Thanh Trì  | Trên cao           | -             |
| Ngọc Mỹ                              | T5         |                  | Huyện Quốc Oai   | Mặt đất            | -             |
| Nguyên Khê                           | T2         |                  | Huyện Đông Anh   | Trên cao           | -             |
| Nhổn                                 | T3 T7      | T3-S01 -         | Bắc Từ Liêm      | Trên cao Ngầm      | 8.8.2024 -    |
| Nội Bài                              | T2 T6      |                  | Huyện Sóc Sơn    | Trên cao           | -             |
| Phú Diễn                             | T3 T6 T8   | T3-S03 -         | Bắc Từ Liêm      | Trên cao           | 8.8.2024 -    |
| Phùng Hưng                           | T1         |                  | Hoàn Kiếm        | Trên cao           | -             |
| Phùng Khoang                         | T2A        | T2A-C07          | Hà Đông          | Trên cao           | 6.11.2021     |
| Phương Liệt                          | T1         |                  | Thanh Xuân       | Trên cao           | -             |
| Quần Ngựa                            | T2 T5      |                  | Ba Đình          | Ngầm               | 2029 -        |
| Quốc Oai                             | T5         |                  | Huyện Quốc Oai   | Mặt đất            | -             |
| Sài Sơn                              | T5         |                  | Huyện Quốc Oai   | Mặt đất            | -             |
| Song Phương                          | T5         |                  | Huyện Hoài Đức   | Mặt đất            | -             |
| Tam Trinh                            | T3         |                  | Hoàng Mai        | Ngầm               | -             |
| Tân Mai                              | T3 T4      |                  | Hoàng Mai        | Ngầm               | -             |
| Tây Hồ Tây                           | T2         |                  | Tây Hồ           | Trên cao           | 2029          |
| Tây Mỗ                               | T5 T6      |                  | Nam Từ Liêm      | Trên cao           | -             |
| Thạch Bình                           | T5         |                  | Huyện Thạch Thất | Mặt đất            | -             |
| Thái Hà                              | T2A        | T2A-C03          | Đống Đa          | Trên cao           | 6.11.2021     |
| Thượng Đình                          | T2 A T4    | - T2A-C05 -      | Thanh Xuân       | Ngầm Trên cao Ngầm | - 6.11.2021 - |
| Tiên Dương                           | T2         |                  | Huyện Đông Anh   | Trên cao           | -             |
| Tiến Xuân                            | T5         |                  | Huyện Thạch Thất | Mặt đất            | -             |
| Trại Mới                             | T5         |                  | Huyện Thạch Thất | Mặt đất            | -             |
| Trần Hưng Đạo (kết nối với Hàng Bài) | T2         |                  | Hoàn Kiếm        | Ngầm               | 2029          |
| Trần Thánh Tông                      | T3         |                  | Hai Bà Trưng     | Ngầm               | -             |
| Vành Đai 1                           | T5         |                  | Đống Đa          | Ngầm               | -             |
| Vành Đai 2                           | T5         |                  | Cầu Giấy         | Ngầm               | -             |
| Vành Đai 3                           | T2A T8     | T2A-C06 -        | Thanh Xuân       | Trên cao Ngầm      | 6.11.2021 -   |
| Vành Đai 3                           | T5 T8      |                  | Cầu Giấy         | Ngầm               | -             |
| Văn Điển                             | T1         |                  | Huyện Thanh Trì  | Trên cao           | -             |
| Văn Khê                              | T2A T6     | T2A-C11 -        | Hà Đông          | Trên cao           | 6.11.2021 -   |
| Văn Miếu                             | T3         | T3-S11           | Đống Đa          | Ngầm               | -             |
| Văn Quán                             | T2A        | T2A-C08          | Hà Đông          | Trên cao           | 6.11.2021     |
| Vân Nội                              | T2         |                  | Huyện Đông Anh   | Trên cao           | -             |
| Vân Trì                              | T2         |                  | Huyện Đông Anh   | Trên cao           | -             |
| Vĩnh Ngọc                            | T2         |                  | Huyện Đông Anh   | Trên cao           | -             |
| Vĩnh Quỳnh                           | T1         |                  | Huyện Thanh Trì  | Trên cao           | -             |
| Yên Nghĩa                            | T2A        | T2A-C12          | Hà Đông          | Trên cao           | 6.11.2021     |
| Yên Sở                               | T3 T8      |                  | Hoàng Mai        | Ngầm               | -             |
| Yên Viên                             | T1         |                  | Huyện Gia Lâm    | Trên cao           | -             |